# Paschoalia grandis
Paschoalia grandis är en kvalsterart som först beskrevs av Hammer 1961.  Paschoalia grandis ingår i släktet Paschoalia och familjen Pheroliodidae. Inga underarter finns listade i Catalogue of Life.